# Praatprogramma
Een praatprogramma, naar het Engels ook wel talkshow genoemd, is een televisieprogramma of radioprogramma waarbij het hoofdaandeel uit spreken bestaat.
In het algemeen stelt de presentator een gast vragen, waarop deze antwoordt, of wordt er een discussie tussen gasten gevoerd. Soms zijn de programma's informatief van aard, soms is het de bedoeling om onderwerpen op een speelse manier de revue te laten passeren.
De presentator heeft soms een assistent, die met copresentator, tafelheer of -dame, of met de Engelse term sidekick wordt aangeduid.